# Persondator

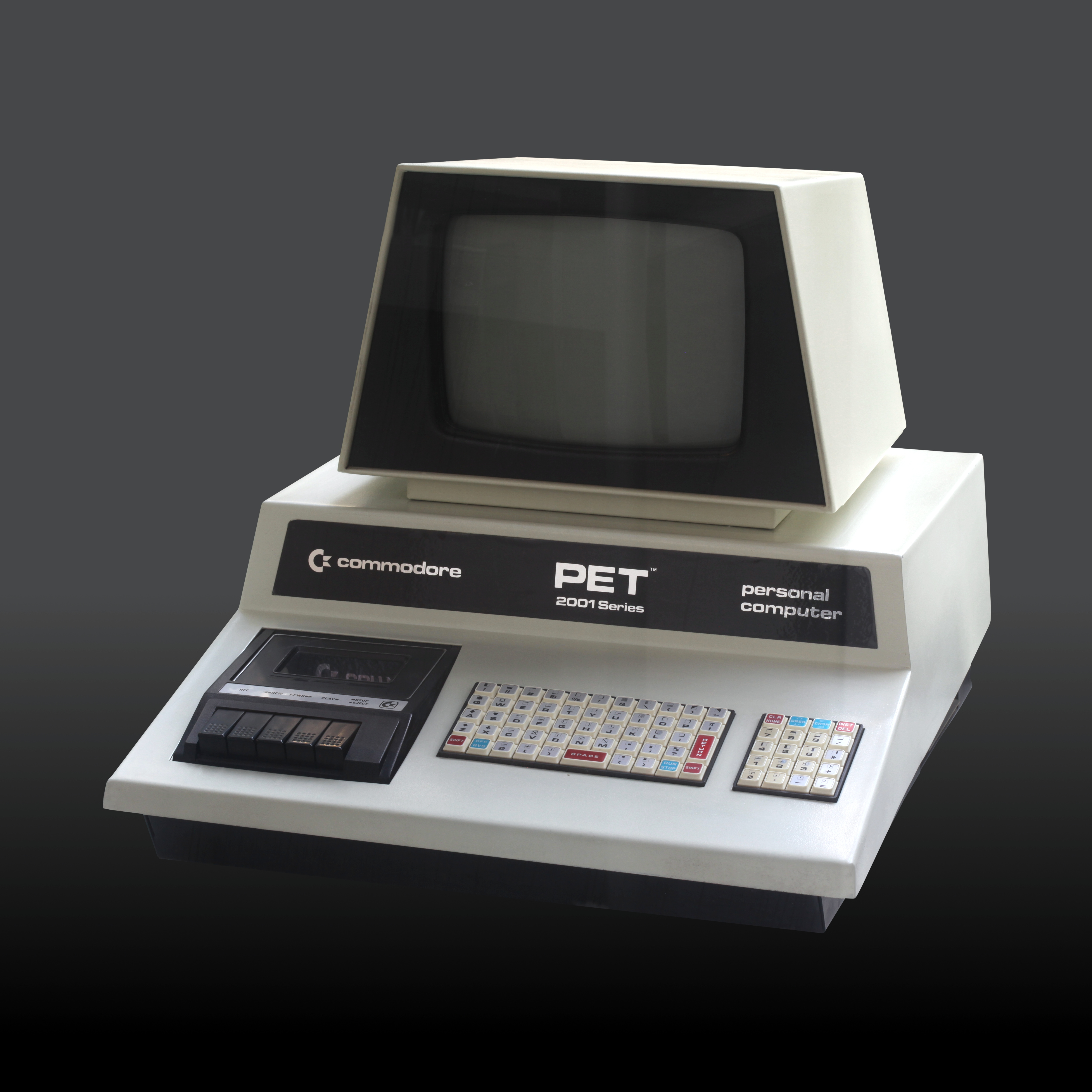
PET 2001, den första datorn som marknadsfördes som en persondator

En sprängskiss av en modern skrivbordsdator.
1. Bildskärm
2. Moderkort
3. Processor
4. SATA-portar
5. RAM
6. Instickskort
7. Nätdel
8. Cd/Dvd-brännare
9. Hårddisk
10. Tangentbord
11. Mus

En persondator är en dator i första hand avsedd att användas av en enda användare, vanligtvis främst till redigering av olika typer av dokument i kontorsprogram, beräkningar, databearbetning, internetåtkomst via World Wide Web och e-post, datorspel och uppspelning av musik och video. På 2000-talet har skillnaden mellan persondatorer och arbetsstationer suddats ut, och persondatorer används allmänt i sammanhang där många personer använder samma dator turvis.
En persondator består av en systemenhet, mus, tangentbord och skärm. På grund av att enheterna fungerar med varandra. Termerna bordsdator och skrivbordsdator (engelska: desktop "på skrivbord") används ofta synonymt med persondator. Termerna bärbar dator, portabel dator och laptop (eng: "i knät") avser persondatorer avsedda att kunna tas med på resor. I ett nätverk av datorer kan hela datorn som anslutits på en position kallas för "nod".
Också om persondatorerna, i synnerhet IBM:s PC och dess tidiga efterföljare, i första hand avsågs att användas av en person, placerade i personens arbetsrum, kom persondatorer någorlunda snart att användas också i hemmiljöer, där de delades av hela familjen. Skillnaden på operativsystemnivå var dock tydlig i jämförelse med arbetsstationerna, som var avsedda att vanligen användas av en användare åt gången, men så att varje användare loggade in och därmed fick tillgång till sina egna inställningar och filer.

## Persondator, arbetsstation och hemdator
Termen hade använts inom Xerox PARC (1972-1973) om forskningsprojektet Xerox Alto PC. Även Olivetti (Programma 101 1964) och Hewlett-Packard (HP 9800-serien 1971) hade gjort programmerbara enanvändardatorer som kallades programmerbara kalkylatorer. Dessa flyttbara skrivbordsdatorer kostade 3–5 gånger mer än en Volkswagen Typ 1 och var knappast något för vanliga småföretag eller privatpersoner.
Termen persondator infördes på allvar på engelska ("personal computer") med storsäljande Commodore PET 1977 som hade texten på frontpanelen och använde frasen "The age of the Personal Computer" som reklamslogan.
Begreppet blev väletablerat 1981 med IBM PC som hade uttrycket i modellnamnet, då IBMs datorer för professionellt bruk före PC:n vanligen var fleranvändarsystem typ IBM System/360, undantaget IBM 5100. IBM:s arbetsplatsmiljöer byggde ofta på datorterminaler som fick färdiga resultat att visa på bildskärmen från en minidator eller stordator, och även IBM PC kunde användas i nätverk som en IBM 3270-terminal med hjälp av en terminalemulator.
Förkortningen PC kom att användas för datorer kompatibla med IBM:s persondatorer, och sådana kom att dominera persondatormarknaden och med tiden tränga ut IBM själva, eftersom arkitekturen gjorts öppen. Från 1987 kallade de sina persondatorer IBM PS/2, "Personal System/2", som en sluten arkitektur som inte skapade en marknad av kompatibler. På 1980-talet fanns en uppsjö av persondatorer (exempelvis Victor 9000 och ABC800), med såväl 8-bitars, 16-bitars och slutligen 32-bitars mikroprocessorer som CPU, men de som konkurrerade om samma nisch som IBM PC försvann långsamt om de inte var helt kompatibla eftersom marknaden för tillbehör och programvara fokuserade på PC-kompatibla. De som fann en egen nisch klarade sig bättre: Apple Macintosh med grafiskt operativsystem som användes inom den typografiska industrin, Commodore 64 med färggrafik och ett pris som gjorde den till världens mest sålda dator. Amiga och Atari var andra som klarade sig på spelmarknaden. Inom industrin är PC-datorer en bland flera typer av styrsystem.
Under 1990-talet fanns det framförallt tre typer av datorer för personligt professionellt bruk på marknaden: IBM-kompatibla PC:n, Macintosh-datorer och Unix-arbetsstationer. I och med att prestandaskillnaden mellan PC:n och arbetsstationer minskade i slutet av decenniet och maskinvaran numera ofta är helt kompatibel används både ordet ”persondator” och förkortningen ”PC” närmast synonymt om alla sådana datorer.
Hemdator syftade ursprungligen i första hand på mikrodatorer för hobbybruk, vilka blev vanliga på 1980-talet och så småningom konkurrerades ut av persondatorerna. Numera används ordet ofta för persondatorer som används hemma, oavsett typ.
Moderna operativsystem för persondatorer tillhandahåller i allmänhet de flesta funktioner man förväntar sig av fleranvändarsystem och samma dator har ofta flera användare, till exempel i hem och skolor. Används datorn däremot i första hand som server eller för inloggning över nätet kallas den inte persondator, också om samma datorhårdvara, med samma program, i annan användning vore en sådan.

## Uppbyggnad
Persondatorn har vanligen varit uppbyggd som en skrivbordsdator, med datorlåda skild från bildskärm, tangentbord och mus, men kan också vara en bärbar dator, med dessa delar integrerade. En handdator räknas inte alltid som persondator, eftersom dess funktioner är starkt begränsade.
För att använda persondatorn behövs ett operativsystem och de tillämpningsprogram man vill köra. Bland operativsystem för IBM-kompatibla persondatorer kan nämnas Microsoft Windows, CP/M-86, Linux, FreeBSD och Solaris. Mac OS används på för det operativsystemet specialtillverkade datorer, som dock tekniskt inte skiljer sig från de övriga.
För persondatorernas kylning, se kapitlet "kylning av persondatorer" i artikeln "dator".

## Persondatorn i Sverige
Den första svenska persondatorn var LYS-16 som utvecklades vid Linköpings universitet runt 1975. År 1977 tillverkade Dataindustrier AB en terminaldator med namnet Seven S åt Kommundata, och året därefter tog Scandia Metric initiativet att tillsammans med Dataindustrier och Luxor utveckla persondatorn ABC 80.
Luxors med flera persondatorsatsning blev framgångsrik och följdes av ABC 800 och ABC 1600 innan utvecklingen lades ned av den nya ägaren Nokia data år 1986 till följd av internationell konkurrens från IBM PC och kloner av denna.